# Batracomorphus akhmenes
Batracomorphus akhmenes är en insektsart som beskrevs av Rauno E. Linnavuori och Quartau 1975. Batracomorphus akhmenes ingår i släktet Batracomorphus och familjen dvärgstritar. Utöver nominatformen finns också underarten B. a. hargeisanus.